# Kabompo

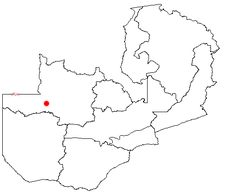
position géographique de kabompo en Zambie

Kabompo est une ville de Zambie de plus de 50 000 habitants, situé sur le Kabompo, un affluent important du Zambèze, dans la Province Nord-Occidentale dont il est le siège de l'administration de district, à 930 km de Lusaka, la capitale.

## Démographie
En 2000, le recensement comptait 51904 habitants contre 10405 en 1914 et 60164 en 1990 lorsqu'il y avait des camps de réfugiés venant d'Angola. Ces camps existent encore mais il n'y a pas de chiffres exacts.

## Politique
En 2006, sur la route M8, de nombreux camps de réfugiés de la guerre civile angolaise doivent être rapatriés, mais les réfugiés le refusent. La route est alors considérée comme la voie principale de la contrebande pour le cobalt venant du Congo et les diamants de l'Angola.

## Économie
Les aliments de base sont le manioc, le maïs et le poisson. On mange aussi de la viande issue de la chasse.
Un projet de la Deutsche Gesellschaft für Technische Zusammenarbeit, l'agence de coopération technique allemande pour le développement, permet l'existence d'une coopérative apicole, regroupant 6000 producteurs, pour la production et la commercialisation de ce miel.
Le district est dominé par les forêts du Miombo, principalement composés de teck poussant sur une plaine inondable par le Zambèze.
Le sous-sol est méconnu, on suppose des gisements de cuivre, de cobalt, d'or, d'uranium, et de fer faisant le dôme de Kabompo, ainsi que quelques filons de diamants. À 16 km de la ville se trouve 1,4 million de tonnes de calcaire, exploitées par l'industrie du ciment et l'agriculture.

## Infrastructures
Kabompo dispose d'écoles primaires et de collèges grâce à une mission catholique.
Une piste de terre de 1 200 mètres permet l'atterrissage d'avions.

## Monuments
La maison qu'a occupée Kenneth Kaunda, le premier président de la Zambie après l'indépendance, en résidence surveillée de mars à juillet 1959 par les autorités coloniales, est actuellement considérée comme un monument historique.